# Calospila candace
Calospila candace is een vlindersoort uit de familie van de prachtvlinders (Riodinidae), onderfamilie Riodininae.
Calospila candace werd in 1904 beschreven door H. Druce.